# Grubben
Grubben est une localité du comté de Nordland, en Norvège.

## Géographie
Administrativement, Grubben fait partie de la kommune de Hattfjelldal.